# Cleveland Rebels

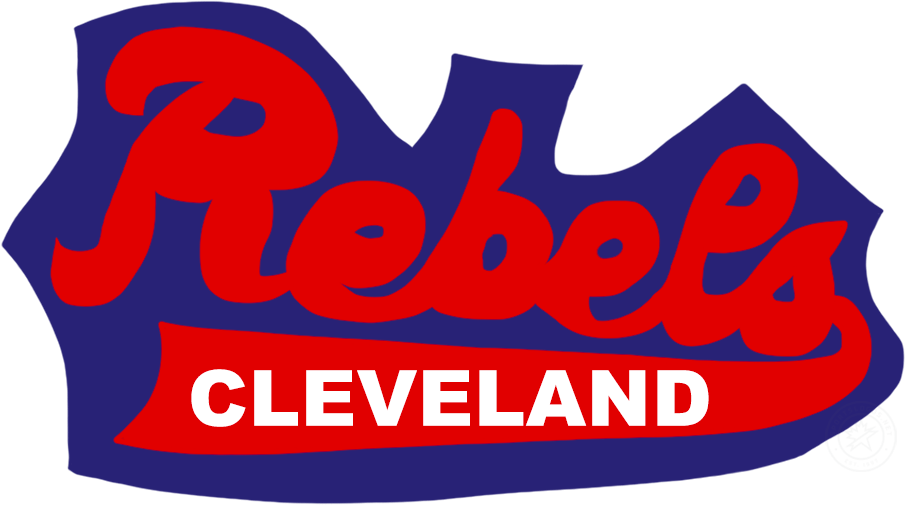
Logotipo del equipo.

Cleveland Rebels (literalmente en español: Rebeldes de Cleveland) fue un antiguo equipo de la NBA (por entonces llamada Basketball Association of America) con base en Cleveland, Ohio. Sólo duró un año, de 1946 a 1947. Los Rebels fueron de los primeros equipos de la BAA y terminaron la temporada con un balance de 30-30, finalizando terceros en la división oeste y siendo eliminados en los playoffs a dos partidos por New York Knicks.

## Trayectoria
Nota: G: Partidos ganados P:Partidos perdidos %:porcentaje de victorias
| Temporada              | G                      | P                      | %                      | Playoffs               | Resultado               |
| Cleveland Rebels (BAA) | Cleveland Rebels (BAA) | Cleveland Rebels (BAA) | Cleveland Rebels (BAA) | Cleveland Rebels (BAA) | Cleveland Rebels (BAA)  |
| ---------------------- | ---------------------- | ---------------------- | ---------------------- | ---------------------- | ----------------------- |
| 1946–47                | 30                     | 30                     | .500                   | Pierde en 1.ª ronda    | New York 2, Cleveland 1 |

## Plantilla
La siguiente es una lista de todos los jugadores que han jugado en los Cleveland Rebels.
- Frank Baumholtz
- Leon Brown
- Ken Corley
- Ned Endress
- Bob Faught
- Kleggie Hermsen
- Pete Lalich
- Hank Lefkowitz
- Leo Mogus
- George Nostrand
- Mel Riebe
- Irv Rothenberg
- Ed Sadowski
- Kenny Sailors
- Ben Scharnus
- Dick Schulz
- Nick Shaback
- Ray Wertis

## Entrenadores
- Dutch Dehnert
- Roy Clifford